# Пажо Іван Юрійович
Іван Юрійович Пажо (угор. Pazsó János, нар. 10 грудня 1935, Ужгород, Підкарпатська Русь, Чехословаччина — пом. 3 листопада 2016, Ужгород, Закарпатська область, Україна) — колишній  радянський і український футболіст, а згодом — футбольний тренер та громадський спортивний діяч. Грав на позиції нападника та півзахисника. Дворазовий срібний призер першості УРСР (1957, 1972). Футболіст завидного спортивного довголіття. 

## Клубна кар'єра
Кар'єра його розпочалася у першій половині п'ятидесятих років у футбольній команді Ужгородської електростанції, а у  1954 році він був запрошений до команди майстрів «Спартак» (Ужгород) і виступав у нападі та півзахисті. Перебуваючи на службі в армії два роки провів в команді «ОБО» (Львів) — «ОСК» (Львів), яка у 1957 році з його участю виборола друге призове місце в першості УРСР серед команд своєї зони класу «Б». У 1958 році його запросили до полтавського «Колгоспника» — володаря кубка УРСР з футболу 1956. Повернувшись в Ужгород він довгий час виступав за свою рідну команду, був її капітаном і там завершив свою активну футбольну кар'єру.

## Кар'єра тренера та спортивного діяча
На початку семидесятих років його назначили тренером «Говерли» (Ужгород), а наприкінці восьмидесятих — головним тренером ужгородської команди, назва якої тоді вже була «Закарпаття». Немала заслуга його в тому, що цей колектив майстрів у 1972 році здобув у своїй зоні почесне друге місце в першості України серед команд другої ліги. Протягом довгих років він працював в обласному спорткомітеті, керував футбольним рухом в області та передавав свій досвід молодим футболістам. 

### Командні трофеї
- Срібний призер першості України (2): 1957, 1972